# Dacnusa annulata
Dacnusa annulata är en stekelart som först beskrevs av Christian Gottfried Daniel Nees von Esenbeck 1834.  Dacnusa annulata ingår i släktet Dacnusa och familjen bracksteklar. Inga underarter finns listade i Catalogue of Life.